# Heinrich Besseler
Heinrich Besseler (Hörde-Dortmund, Westfàlia, Imperi Alemany, 2 d'abril de 1900 - Leipzig, Saxònia, República Democràtica d'Alemanya, 25 de juliol de 1969) va ser un musicòleg alemany del segle xx. La seva carrera musicològica ha destacat pel seu estudi i recerca de la música medieval i renaixentista, especialment dels segles XIV i xv. Paral·lelament, la figura de Besseler ha estat habitualment un objecte de gran polèmica per la seva relació amb el govern nazi i la seva implicació en la musicologia del règim del III Reich alemany.

## Carrera professional
Besseler va estudiar el camp de la musicologia amb una gran quantitat de professors diferents. Primer, va estudiar amb Wilibald Gurlitt al Collegium Musicum de Freiburg; després, va marxar a Viena per estudiar amb musicòlegs de renom com Guido Adler i Wilhelm Fischer; i finalment, va estudiar amb Friedrich Ludwig a Göttingen. El 1923 es va doctorar a Friburg sota la supervisió de Wilibald Gurlitt amb la seva dissertació “Stilgeschichte der deutschen Suite im 17. Jahrhundert” [Història de l'estil de la suite alemanya al segle XVII]. Dos anys més tard, Besseler va superar la seva habilitació per ensenyar a nivell universitari amb el seu treball sobre el motet de Petrus de Cruce per a Philippe de Vitry (publicat com a “Studien zur Musik des Mittelalters”).
Bona part d’aquests professors van formar la idea, l'enfocament i l’objecte d’estudi de la tasca musicològica de Heinrich Besseler. Gurlitt, es va interessar en la recopilació organològica del teòric musical del segle xvii Michael Praetorius i en l’ideal sonor de cada època de la història de la música, Adler va desenvolupar i establir la classificació, sistematització i el mètode empíric i científic de l'estudi musicològic i Ludwig va ser un dels pioners en difondre i utilitzar una anàlisi i una sistematització detallada de la música polifònica del segle xiii i XIV.
A més, Besseler també va estudiar amb el filòsof alemany Martin Heidegger ciències naturals i filosofia, que alhora també influir fortament el seva metodologia musicològica, com per exemple en el caràcter subjectiu del discurs musical, el concepte de Gebrauchsmusik [música utilitària] com a música amb una finalitat com a element principal, o la sistematització de la música.
El 1928, Besseler iniciar-se com a professor de musicologia a la Universitat de Heidelberg, on també va supervisar entre 1935 i 1939 els articles i textos que es publicaven al Staatliches Institut für Musikforschung [Institut Estatal d’Investigació Musical Alemanya], quan va ser destituït per desavinences amb l’aparell polític nazi. Després de la segona guerra mundial, va reprendre la seva activitat docent a la República Democràtica Alemanya, concretament a Jena. el 1948, i a Leipzig. el 1956 fins al 1965.
També va ser elegit membre de diverses institucions musicals com l'Instituto Español de Musicología, Vereniging voor Nederlandse Muziekgeschiedenis [Associació d'Història de la Música Holandesa] i de la Sächsische Akademie der Wissenschaften [Acadèmia Saxona de Ciències].
Al llarg de la seva vida, també va editar diverses revistes i publicacions científiques musicals periòdiques com la Heidelberger Studien zur Musikwissenschaft [Estudis Musicològics De Heidelberg] des de l’arribada del règim nazi fins al 1939, quan va ser destituït de gairebé tots els seus càrrecs públics; la Musikalische Gegenwartsfragen [Presentacions Musicals] entre 1949 i 1953; la Jenaer Beiträge zur Musikforschung [Contribucions a la investigació musical de Jena] entre 1954 i 1961. Durant la seva etapa a Leipzig, va ser editor general de revistes com la Corpus Mensurabilis Musicae (CMM), l’Archiv für Musikwissenschaft [L’arxiu per a la musicologia] i la Musikgeschichte in Bildern [La Història de la música en imatges], especialitzada en iconografia musical, juntament amb Marius Schneider, amb qui va coincidir a l'Instituto Español de Musicología del règim franquista, i amb Werner Bachmann des de 1962 fins a la seva mort.
A més, pocs anys abans de la seva mort va rebre diversos premis honorífics com el Premi Nacional de la República Democràtica Alemanya l’any 1960 o el doctorat honorífic atorgat per la Universitat de Chicago el 1967.

## Obra i pensament

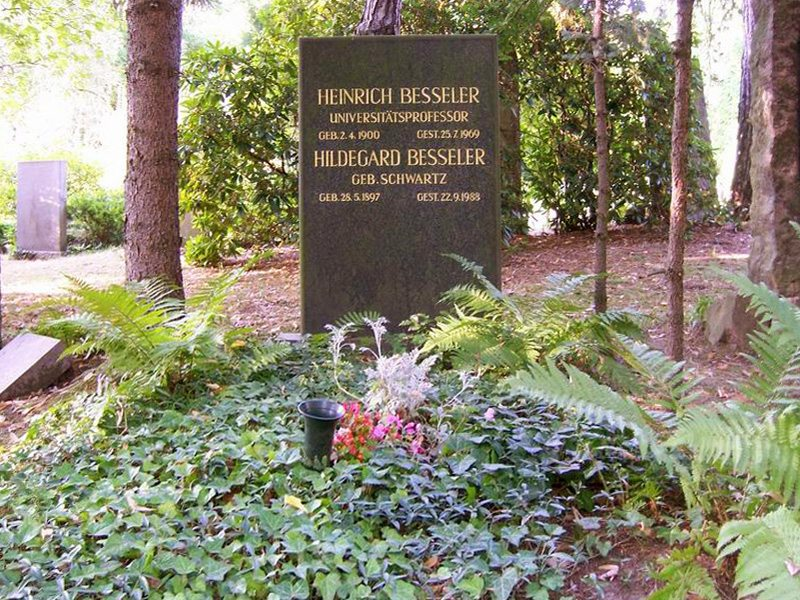
La tomba de Heinrich Besseler, a Leipzig

Segons el musicòleg i alumne de Besseler Edward Lowinsky, Besseler era un dels grans humanistes de la musicologia que va saber entendre el fenomen musical en un sentit humà, social i cultural. També el descriu com un home que coneix a la perfecció tota la música culta occidental i destaca les seves grans qualitats com a professor universitari. El treball de Besseler comprèn etapes històriques ben diverses, concretament des del segle xiii fins al XVIII, i també té multitud d’enfocs diferents: historiografia, anàlisi musical, evolució estilística musical, estètica, organologia, iconografia i contextos i estrats socials en la música, que en l’època de Besseler van ser tota una novetat, sobretot al tractar la música antiga. Laurenz Lütteken, que va dur a terme un estudi crític sobre la metodologia de Besseler, la descriu com una meètode que se centra en l'estudi de la música medieval i renaixentista des d’un enfocament clarament antropològic, centrat en entendre el fenomen musical en l’època com un comportament humà i no pas per dotar a aquest tipus de repertori un valor artístic real. A més, Lütteken també afirma que la concepció de la història de Besseler és la d’una evolució i una transformació constant de la música a excepció de les iniciatives innovadores de compositors com Philippe de Vitry, Johannes Ciconia o Guillaume Dufay.
A més, Besseler també va estudiar la sardana i la cobla catalana amb del material que li va proporcionar l'Instituto Español de Musicología, del qual Besseler en va ser col·laborador, a través del seu director Higini Anglès i Joan Tomàs, subdirector de l'Orfeó Català i col·laborador de l'Institut. Joan Tomàs i Santiago Kastner, durant la traducció de l'estudi, van recomanar a Besseler que fes certes rectificacions sobre alguns termes i apartats que ell va modificar, i posteriorment, el va presentar com a ponència al IV congrès de la Societat Internacional de Musicologia el 1949 a Basilea, amb el nom de “Katalanische Cobla und Alta-Tanzkappelle” [Cobla Catalana i Banda de Dansa Alta].

### Estudi de la música medieval
Una de les figures més antigues que va estudiar Besseler va ser el compositor i teòric musical de l'ars nova Philippe de Vitry. En la seva habilitació per accedir a ser professor universitari, que gira al voltant d’un motet de Petrus de Cruce a Philippe de Vitry, Besseler aprofundeix en la continuïtat i l'evolució contínua del “motet francès” des de l'escola de Notre Dame fins l’arribada de l’ars nova amb Vitry i Guillaume Machaut. Atribueix a Vitry la creació del motet isorrítmic, que segons ell, es tractava d’un gènere musical separat que no es podia comparar ni amb finalitats litúrgiques ni socials. Besseler considera Vitry com un dels primers antecedents per a la música del renaixement i representa l’inici de la música com a art autònom. També va editar i publicar un quart volum del catàleg de l’obra de Guillaume de Machaut, seguint el camí del seu professor Friedrich Ludwig, que va editar-ne els primers 3 volums.
Una de les altres figures que Besseler considerava cabdals per a la transició de la música medieval a la renaixentista és Johannes Ciconia, fins al punt que Besseler va anomenar l'etapa productiva de la seva vida (les últimes dècades del segle xiv i les primeres del segle XV) “època Ciconia”, que en l’actualitat se l’anomena amb el terme “ars subtilior”. Besseler, a través del seu article “Johannes Ciconia, Be-gründer der Chorpolyphonie” [Johannes Ciconia, Fundador de la Polifonia Coral] (introduït a l’acta del Congresso Internazionale di Musica Sacra de Roma el 1950, i publicat el 1952), veu a Ciconia com el gran referent de la seva època. Considera a Ciconia com un dels primers compositors en introduir el motet d’imitació lliure, substituint el cantus firmus del tenor per una melodia lliure amb una càrrega harmònica molt més potent que el cantus firmus. Des del seu punt de vista, considera que aquesta substitució va suposar un apropament i un dels antecedent perque la música acabés derivant en el sistema harmònic tonal occidental.
Tot i així, Besseler no només se centra en les figures musicals més rellevants de l’època, sinó que també va estudiar i investigar la relació entre la música del segle xii i la relació amb els estrats i les classes socials de l’època, a través de classificacions com les de Johannes de Grocheo. Besseler posa èmfasi en la música en contextos cívics o populars, on va sorgir bona part de la música monòdica, els motets, els rondós i la música instrumental. Destaca que bona part d’aquesta música civil (deslligada de la litúrgica i la música trobadoresca de cor) anava estretament lligada a la iconografia, un camp que Besseler considerava imprescindible per a entendre l’organologia dels instruments i la pràctica musical en èpoques passades i que va divulgar fortament a través de la Musikgeschichte in Bildern [La Història de la música en imatges], de la qual n’era co-editor juntament amb Schneider i Wermann.

### Estudi de la música renaixentista

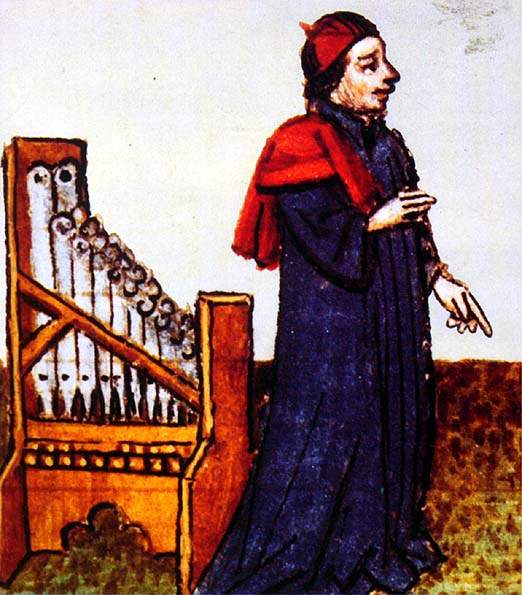
Guillaume Dufay, un dels principals objectes d'estudi de Besseler.

L’objecte d’estudi central de la tasca musicològica de Besseler gira al voltant de la figura del compositor flamenc del segle XV Guillaume Dufay. Aquest estudi inclou un extens estudi al voltant de documents i arxius històrics, epigrafia i anàlisi musical i estilístic que va permetre a Besseler fer un catàleg cronològic i precís sobre tot el repertori de Dufay, “Neue Dokumente zum Leben und Schaffen Dufays” [Nous documents sobre la vida i l'obra de Dufay]. Actualment, el catàleg de Dufay realitzat per Besseler segueix sent el de referència ja que tal com explica Margaret Bent al seu article “The Songs of Dufay: some questions of form and authenticity”, el catàleg s'ha mantingut en bon estat després de l’avaluació crítica dels últims anys. Per altra banda, Besseler exposa en el seu article “Dufay in Rom” com entre 1430 i 1440, l'estil compositiu de Dufay evoluciona notablement i deriva partir d’aquesta última data en un estil purament contrapuntístic. Durant aquest estudi de Dufay, Besseler va inventar el terme d'isomelisme per referir-se a les semblances melòdiques entre les diferents seccions d’un motet isorítmic, que precisament en els motets de Dufay és un dels repertoris on es fan més evidents.
L’article “Dufay: Creador del Faux-bourdon” publicat el 1948, ampliat posteriorment amb un llibre el 1950 titulat “Bourdon und Fauxbourdon” [Baix i fals baix], tracten diverses qüestions sobre aquesta tècnica compositiva harmònica, aplicable a una peça sencera o en una frase, ja sigui llarga o curta i que fa ús d’un cantus firmus amb dues línies melòdiques una quarta i una sexta per sota. L’origen insular britànic o continental europeu, l’ús pioner que en fa Dufay en les seves obres, així com també la seva possible vinculació de Dufay amb l'estil britànic de l’època són els principals eixos que tracten el llibre. Segons, Besseler, l'aparició de la tècnica del Faux-bourdon correspon a un acte premeditat d'innovació compositiva i no a una evolució gradual o improvisativa. Tal com indica John Karr en la seva entrada del fauxbourdon a l'enciclopèdia Reader's Guide to Music: History, Theory and Criticism La intenció de Besseler és difondre la idea que el fauxbourdon és una veu que no segueix un comportament harmònic, a diferència del bourdon, que considerava que sí tenia aquesta funció. A més, assenyala que la gran mancança d’aquest estudi de Besseler són les proves i els arguments per demostrar l'existència del bordó com a element compositiu contrari al fauxbourdon i la seva funció no harmònica. Després de realitzar tot l'estudi sobre aquesta tècnica compositiva, Besseler va concloure que la primera mostra del fauxbourdon la trobem en la comunió Vos qui secuti estis me de l’obra Missa Sancti Iacobi de Dufay.
Per altra banda, també cal destacar el paper central que va tenir en la seva carrera musicològica el llibre Die Musik des Mittel-alters und der Renaissance [La Música de l’Edat Mitjana i del Renaixement], publicat el 1931 poc després de començar a impartir classes a la Universitat de Heidelberg, que fa un estudi extens i global de la música occidental d’aquestes dues èpoques històriques, que li va valer el reconeixement i l’inici de la reputació internacional que Besseler va assolir al llarg de la seva carrera professional.
Poc abans de la seva mort, també va recopilar, editar i publicar el Schedel Liederbuch, un important recull d’obres polifòniques alemanyes realitat per l’humanista renaixentista Hartmann Schedel.

### Estudi de la música barroca
L'estudi de Heinrich Besseler amb relació a la música barroca gira sobretot al voltant de l'estudi de la figura de Johann Sebastian Bach, amb el seu estudi “Bach als wegbereiter” [Bach com a pioner] i l'edició i la col·laboració en el catàleg temàtic de Bach Neue Bach-Ausgabe (NBA) en el qual Besseler hi va col·laborar sobretot mentre era professor a Leipzig, la ciutat on Bach va passar els últims anys de la seva vida. En l'estudi “Bach als wegbereiter”, Besseler intenta reflectir tot l’impacte que ha tingut l’obra i la figura de Bach en la música alemanya del segle xviii. Segons ell, fins al moment s'havien obviat els elements que Bach va introduir a la cantata (qualificada pel mateix Besseler com a “expressiva”) alemanya, i com aquests elements musical característics van aparèixer transformats a la seva música de teclat, que seria transmesa més tard als seus fills, i posteriorment absorbida per l'estil galant i el classicisme vienès. La seva concepció sobre Bach i la música del segle xviii ha estat adoptat per altre músics posteriors, agafant la seva idea d’idea unitària del classicisme vienès, així com també les seves teories mètriques i la seva forma d’analitzar les obres de Bach, que consisteix en analitzar aïlladament cada tema característic i rellevant.
En un article sobre Bach titulat "Bach und das Mittelalter" [Bach i l’Edat Mitjana], Besseler estableix una triple relació entre tres compositors d’èpoques ben diferents: Pérotin, Dufay i el propi Bach. L’analogia entre els tres compositors se situa en com tots ells van transformar una composició secular en una obra litúrgica, ja sigui canviant el text, com Bach i Pérotin, o utilitzant músiques seculars com a cantus firmus en el cas de Dufay. Tot i el context de tres períodes històrics ben diferents, Besseler remarca la mateixa transformació musical com a activitat musical comuna en èpoques ben diferents.

## La figura de Besseler en el règim nazi
La figura de Besseler durant el règim ha estat un objecte de gran debat des de la seva mort. El primer debat sobre la implicació política de la seva figura va ser el 1970, a Bonn, al congrés de la Gesellschaft für Musikforschun [Societat de la Recerca Musical]. La seva relació i implicació amb l’aparell polític nazi ha generat una gran controvèrsia en la comunitat musicològica i ha provocat pensaments i reaccions ben dispars. Inicialment, ja va tenir vinculació com a crític musical amb el moviment jove germànic durant la República de Weimar i en els inicis del nazisme, va tenir diverses vinculacions com la de la participació en la conferència de 1934 “Musik und Nation” [Música i Nació], on es feia una crida a que la música clàssica alemanya romangués no quedés desnaturalitzada per qualsevol altra música. Aquesta vinculació ideològica amb el nazisme, també ve donada en bona part per l'estreta relació i la gran influència que va tenir en Besseler Martin Heidegger, d’una ideologia etnicista molt propera al nazisme, que també ha estat objecte de gran debat i controvèrsia en el camp de la filosofia.
Un dels musicòlegs més crítics amb aquesta implicació política es Anselm Gerhard, que en el seu article “Musicology in the "Third Reich": A Preliminary Report”, el descriu com una figura políticament camaleònica i oportunista, que actua en benefici dels seus interessos i de la qual són innegables els seus lligams polítics i ideològics amb el nazisme, com per exemple la influència del pensament de Heidegger i la idea etnicista del moviment jove germànic. Anteriorment, Gerhard explica que Besseler havia assenyalat al ministeri de propaganda companys musicòlegs com Johannes Wolf per treballar amb persones migrants, mentre alhora havia facilitat que dos estudiants jueus es poguessin doctorar a la Universitat de Heidelberg el 1934 poguessin publicar els seus articles fins al 1938, fet que li va causar problemes en l'estructura política nazi i va ser destituït de diverses funcions públiques el següent any.
Contràriament a Gerhard, altres musicòlegs com Edward Lowinsky, un dels dos deixebles jueus que Besseler va permetre doctorar-se durant el nazisme, i Christoph Wolff, músicòleg alemany que va ser ex director del Bach-Archiv de Leipzig, ciutat on Besseler va donar classes els últims anys de la seva vida, intenten desmentir aquestes vinculacions amb el nazisme. Lowinsky exposa que abans de l’ascens del nazisme, durant la República de Weimar, les idees sociològiques de Besseler ja havien estat catalogades com a “bolxevisme cultural” per intel·lectuals posteriorment nazis com Hans-Joachim Moser, com també menciona Anselm Gerhard en el seu article. Lowinsky defensa el seu mentor argumentant que tot i que inicialment Besseler va veure al partit nazi com un actiu capaç de construir una gran acció cultural, poc després es va adonar de l'error que havia comès. Lowinsky argumenta que una persona que va ser destituïda de bona part dels càrrecs que tenia en les institucions musicològiques alemanyes i que ha realitzat una gran tasca en visibilitzar músics jueus, no pot creure veritablement en el projecte nacionalsocialista. Wolff per la seva banda, a través de documents que per raons legals no podia publicar, reconeix que Besseler va estar breument afiliat a les SA i al NSDAP, però que tot i així, Besseler mai va ser una figura activa del règim nazi, ja que la seva situació a la Universitat de Heidelberg era peculiar i molt delicada, i també afegeix que no hi ha cap tipus de document que acrediti una marcatge de llibres d’autors jueus a la llibreria de Heidelberg, rectificant anteriors acusacions que Wolff havia realitzat contra Besseler.
Aquesta disparitat d’opinions es deu a la dificultat d’entendre la finalitat i el caràcter contradictori d’algunes de les accions de Besseler. Entendre els motius de l’apropament de Besseler al nazisme és una tasca especialment complicada, de la mateixa forma que ho és entendre per quins se’n desmarca.

## Obra escrita[3]

### Llibres
| Nom                                                                               | Lloc de publicació | Any de publicació | Notes |
| --------------------------------------------------------------------------------- | ------------------ | ----------------- | --- |
| Aufsätze zur Musikästhetik und Musikgeschichte                                    | Leipzig            | 1978              | |
| Beiträge zur Stilgeschichte der deutschen Suite im 17. Jahrhundert                | Freiburg           | 1923              | Dissertació amb la qual es va doctorar Besseler.                                                                   |
| Die Motettenkomposition von Petrus de Cruce bis Philipp von Vitry (ca. 1250–1350) | Freiburg           | 1925              | Tesi que l'habilitava per a ser professor universitari. Reeditada el 1926 com ‘Studien zur Musik des Mittelalters' |
| Die Musik des Mittelalters und der Renaissance                                    | Potsdam            | 1931              | |
| Zum Problem der Tenorgeige                                                        | Heidelberg         | 1949              | |
| Bourdon und Fauxbourdon: Studien zum Ursprung der niederländischen Musik          | Leipzig            | 1950              | Revisat i ampliat per P. Gülke en la reedició de 1974                                                              |
| Fünf echte Bildnisse Johann Sebastian Bachs                                       | Kassel             | 1956              | |
| Das musikalische Hören der Neuzeit                                                | Berlín             | 1959              | |

#### Llibres com a editor
| Nom                                | Autor         | Lloc de Publicació | Any de Publicació |
| ---------------------------------- | ------------- | ------------------ | ----------------- |
| Johann Sebastian Bach in Thüringen | Hans Pischner | Weimar             | 1950              |
| Musik und Bild: Festschrift        | Max Seiffert  | Kassel             | 1938              |

### Articles
| Nom                                                                     | Any       | Publicació | Pàgines | Notes |
| ----------------------------------------------------------------------- | --------- | --- | ------- | --- |
| ‘Musik des Mittelalters in der Hamburger Musikhalle – 1.–8. April 1924’ | 1924-1925 | Zeitschrift für Musikwissenschaft, 7 | 42–54   | |
| ‘Grundfragen des musikalischen Hörens'                                  | 1925      | Jahrbuch der Musikbibliothek Peters, 1925 | 35-52   | Reeditat al llibre Musikhören (Darmstadt, 1975), 48–73.                                                               |
| ‘Grundfragen der Musikästhetik’                                         | 1926      | Jahrbuch der Musikbibliothek Peters, 1926 | 63–80   | |
| ‘Von Dufay bis Josquin’                                                 | 1928-1929 | Zeitschrift für Musikwissenschaft, 11 | 1-22    | |
| ‘Musik und Nation’                                                      | 1935      | Zeitschrift für Musikwissenschaft, 17 | 59-62   | Conferència de 1934 publicada al sumari d'H. Birtner: ‘Musikwissenschaft auf der 58. Philologentagung in Trier 1934’. |
| ‘Schiller und die musikalische Klassik’                                 | 1934-1935 | Völkische Musikerziehung, 1 | 72-79   | |
| ‘Die Neuordnung des musikalischen Denkmalwesens'                        | 1935      | Amtsblatt der Reichs und Preussischen Ministeriums für Wissenschaft, Erziehung und Volksbildung und der Unterrichtsverwaltung der anderen Länder, 1 | 187-189 | |
| ‘Das Erbe deutscher Musik’                                              | 1936-1937 | Deutsche Musikkultur, 1 | 14–18   | |
| ‘Katalanische Cobla und Alta-Tanzkapelle’                               | 1949      | International Musicological Society: Congress Report IV: Basel 1949                                                                                 | 59-69   | Ponència al IV congrès de la Societat Internacional de Musicologia celebrat a Basilea.                                |
| ‘Bach und das Mittelalter’                                              | 1950      | Wissenschaftliche Bachtagung | 108–30  | |
| ‘Charakterthema und Erlebnisform bei Bach’                              | 1950      | Gesellschaft für Musikforschung: Kongress-Bericht: Lüneburg 1950                                                                                    | 7-32    | Ponència al congrès de la Societat per la Recerca Musical Alemanya celebrat a Lüneberg.                               |
| ‘Die Entstehung der Posaune’                                            | 1950      | Acta Musicologica, 22 | 8-35    | |
| ‘Die Besetzung der Chansons im 15. Jahrhundert’,                        | 1952      | International Musicological Society: Congress Report V: Utrecht 1952                                                                                | 65-72   | Ponència al V congrès de la Societat Internacional de Musicologia celebrat a Utrecht.                                 |
| ‘The Manuscript Bologna, Biblioteca Universitaria 2216’                 | 1952      | Musica Disciplina, 6 | 39-65   | |
| ‘Neue Dokumente zum Leben und Schaffen Dufays',                         | 1952      | Archiv für Musikwissenschaft, 9 | 159-176 | |
| ‘Singstil und Instrumentalstil in der europäischen Musik’,              | 1953      | Gesellschaft für Musikforschung: Kongress-Bericht: Bamberg 1953                                                                                     | 223-240 | |
| ‘Bach als Wegbereiter’                                                  | 1955      | Archiv für Musikwissenschaft, 12 | 1-39    | |
| ‘Zur Chronologie der Konzerte Joh. Seb. Bachs'                          | 1955      | Festschrift Max Schneider zum achtzigsten Geburtstag                                                                                                | 115-128 | ed. W. Vetter: Leipzig.                                                                                               |
| ‘Markgraf Christian Ludwig von Brandenburg’                             | 1956      | Bach-Jahrbruch, 1956 | 18-35   | |
| ‘Mozart und die deutsche Klassik’                                       | 1956      | Musikwissenschaftlicher Kongress: Vienna 1956 | 47-54   | |
| ‘Spielfiguren in der Instrumentalmusik’,                                | 1956      | Deutsches Jarhbruch der Musikwissenschaft, 1 | 12-38   | |
| ‘Dufay in Rom’                                                          | 1958      | Archiv für Musikwissenschaft, 15 | 1-19    | |
| ‘Einflüsse der Contratanzmusik auf Joseph Haydn’                        | 1959      | Konferenz zum Andenken Josef Haydns: Budapest 1959,                                                                                                 | 25-40   | Conferència a la memòria de Josef Haydn, celebrada a Budapest.                                                        |
| ‘Die Gebeine und die Bildnisse Johann Sebastian Bachs'                  | 1959      | Bach-Jahrbruch, 1959 | 130-148 | |
| ‘Umgangsmusik und Darbietungsmusik im 16. Jahrhundert’                  | 1959      | Archiv für Musikwissenschaft, 16 | 21-43   | |
| ‘Der Ausdruck der Individualität in der Musik’                          | 1963      | Beiträge fur Musikwissenchaft, 5 | 161-168 | |
| ‘Das Renaissanceproblem in der Musik’                                   | 1966      | Archiv für Musikwissenschaft, 23 | 1-10    | |
| ‘Renaissance-Elemente im deutschen Lied 1450–1500’                      | 1969      | Studia Musicologica Academiae Scientiarum Hungaricae, 11                                                                                            | 63-68   | |
| ‘Deutsche Lieder von Robert Morton und Josquin                          | 1971      | Beiträge fur Musikwissenchaft, 13 | 174-181 | |

## Catàlegs temàtics[3]
| Nom                                                                                          | Any       | Lloc    | Notes |
| -------------------------------------------------------------------------------------------- | --------- | ------- | --- |
| Guillaume de Machaut: Musikalische Werke, iv: Messe und Lais                                 | 1943      | Leipzig | Publicat inicialment a Leipzig el 1943 i reeditat conjuntament amb el catàleg de Machaut iniciat per F. Ludwig. |
| Guillaume Dufay: Opera omnia                                                                 | 1951-1966 |         | Publicat a la revista Corpus Mensurabilis Musicae no. 6 i revisat el 1995 per D.Fallows.                        |
| Johann Sebastian Bach: Neue Ausgabe Sämtlicher Werke, VII/ii: Vier Ouvertüren                | 1956      | Kassel  | Correspon a 4 obertures del catàleg NBA de Bach.                                                                |
| Johann Sebastian Bach: Neue Ausgabe Sämtlicher Werke, VII/i: Sechs Brandenburgische Konzerte | 1967      | Kassel  | Corresponent als concerts de Brandemburg del catàleg NBA de Bach.                                               |